# Кислицкий, Борис Елисеевич
Борис Елисеевич Кислицкий — советский военный, государственный и политический деятель.

## Биография
Родился в 1907 году в Конотопе в еврейской семье. Член ВКП(б).
С 1932 года — на военной службе, общественной и политической работе. В 1932—1957 гг. — курсант Одесского артиллерийского училища, лейтенант, капитан, майор в артиллерийской части Киевского особого военного округа, участник Великой Отечественной войны: командир дивизиона реактивных установок БМ-13 («Катюша») 6-го гвардейского минометного полка, командир 52-го гвардейского миномётного полка, заместитель командующего артиллерией по гвардейским минометным частям 5-й Ударной Армии 1-го Белорусского фронта, в звании полковника в Киевском военном округе.
Избирался депутатом Верховного Совета СССР 1-го созыва.
Умер в 1982 году. Похоронен в Москве в колумбарии Ваганьковского кладбища.